# Caso Morodo
Operación Nafta es una investigación abierta por la Fiscalía Anticorrupción y la Audiencia Nacional de España (bajo la instrucción del juez Santiago Pedraz) por los cargos de blanqueo de capitales, corrupción y evasión fiscal, en la que estaban presuntamente implicados el exembajador español en Venezuela Raúl Morodo, su hijo Alejo Morodo y un presunto socio de este último. A fecha de enero de 2020, la Operación Nafta investigaba el presunto pago de al menos cuatro millones de euros a Alejo Morodo, que habría sido efectuado por la empresa petrolera Petróleos de Venezuela (PDVSA) en concepto de varios asesoramientos ficticios entre 2008 y 2013 (período en el que el padre de Alejo Morodo ya no ejercía como embajador de España en Venezuela). Finalmente, en la sentencia 29/2024 del 3 de diciembre de 2024 de la Sala de lo Penal de la Audiencia Nacional, los tres primeros cargos han desaparecido y solo se les acusa por el último: delito contra la Hacienda Pública. 

## Antecedentes

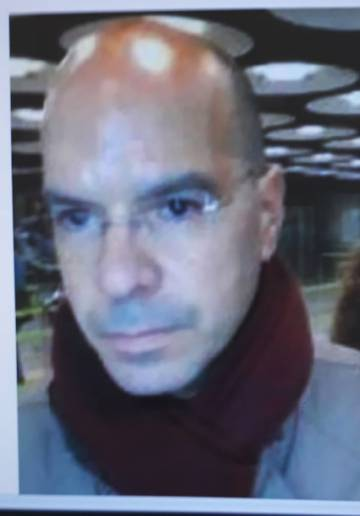
Juan Carlos Márquez Cabrera.

Juan Carlos Márquez Cabrera era poseedor de 15 inmuebles en España quien recibía órdenes de Rafael Ramírez Carreño para los contratos de asesoramiento y su socio Carlos Adolfo Prada y las mujeres de ambos Ana Korina Ulloa y Marisol Varela, dieron pie a la investigación que se sigue ahora en la Audiencia Nacional.
Márquez vendió un lote de propiedades el 2 de julio de 2018 a su ex mujer Ana Korina Ulloa. A lo largo de una misma mañana, ésta adquirió un inmueble en la selecta zona madrileña de El Encinar de los Reyes por 950.000 euros. Acto seguido hizo lo propio con un piso en la zona residencial de Las Tablas por 395.000 euros así como con otra vivienda, esta vez en pleno centro de la capital, en la calle Corazón de María, por 269.000 euros, adquirió también a Márquez un inmueble en la zona de Clara del Rey por 40.000 euros y otro en San Sebastián de los Reyes por 375.000 euros. En octubre de 2018, la Audiencia Nacional ha detectado también que la presunta testaferro de la trama suscribió varios fondos de inversión en bancos de España.  

## Mandatos judiciales
En 2019, 7 personas fueron detenidas en una operación impulsada por el juez de la Audiencia Nacional de España Santiago Pedraz a instancias de la Fiscalía Anticorrupción acusados del blanqueo de capitales en un principio de al menos cuatro millones de euros extraídos ilícitamente de Petróleos de Venezuela entre los años 2008 y 2013.
En mayo de 2019, la Policía Nacional de España realizó varios registros en la oficina y la casa vinculadas al exembajador Raúl Morodo, cuya avanzada edad le evitó ser arrestado. No obstante, sí fueron detenidos su hijo Alejo Morodo y un supuesto socio de este, debido al presunto cobro de unos pagos espurios de la petrolera venezolana a través de diferentes empresas, en concepto de diversas labores de asesoramiento. El dinero era aparentemente transferido a diversas empresas en Panamá, las cuales ingresaron más de cuatro millones de euros en total.
Después se determinó que se trataba de al menos 5.4 millones de euros a cambio de pagos de  asesoría a su hijo Alejo Morodo, el juez investiga en esta presunta trama a más de 40 personas. Las facturas de Petróleos de Venezuela (PDVSA) presentaban la firma del secretario general de PDVSA, Juan Carlos Márquez Cabrera joven abogado venezolano, mano derecha de Rafael Ramírez Carreño (presidente de la citada petrolera venezolana). 
El 18 de julio de 2019, Márquez Cabrera fue detenido a su llegada al Aeropuerto Adolfo Suárez Madrid-Barajas, tras lo cual accedió a colaborar con el Juez Pedraz en la investigación. En el transcurso de la misma, Juan Carlos Márquez Cabrera reconoció haber firmado las citadas facturas en nombre de PDVSA, así como los contratos por importe de 4,5 millones con los que favoreció a operación Nafta (estos últimos por delegación de Rafael Ramírez Carreño). Veinticuatro horas después, el cadáver de Cabrera apareció en unas oficinas en Mirasierra (Madrid) con una nota de suicidio.
En enero de 2020 el tribunal puso al descubierto una nueva empresa “Offshore” Lakesides Overseas en San Vicente y las Granadinas que realizó movimientos y pagos de 35 millones de euros de los cuales el juez de la Audiencia Nacional de España Santiago Pedraz esta determinado a ubicar donde están un faltante de 14.5 millones de euros. 
El 20 de septiembre de 2021 Raúl Morodo volvió a comparecer ante el juez Alejandro Abascal y la Fiscalía Anticorrupción. Posteriormente lo hicieron también su mujer Cristina Cañeque de Sola, su hijo Alejo Morodo y su mujer Ana Catarina Varandas. En su primera comparecencia sólo reconoció 84.000 euros por un préstamo; pero el Ministerio de Hacienda maneja la cifra de medio millón de euros de PDVSA desde una empresa de su hijo Alejo, y de otros 604 000 euros en una cuenta conjunta. De su mujer, se investigo errónea mente su patrimonio millonario proveniente de la herencia de su padre en 1982, con inmuebles valorados en más de cinco millones de euros y cuentas en Suiza con más de seis millones y medio de euros. Respecto a su nuera, se investiga una trama portuguesa que salpica al resto de su familia política.

## Sentencia
La Sala de lo Penal de la Audiencia Nacional dictó  sentencia número 29/2024 sobre el llamado caso Morodo. El presidente del tribunal fue el magistrado Félix Alfonso Guevara. Este caso también fue conocido como caso Nafta. En principio de la instrucción judicial en el año 2019 los cargos contra Raúl Morodo, embajador de España en Venezuela y contra su esposa su hijo Alejo y la esposa de este fueron cuatro: blanqueo de capitales falsedad documental falso de capitales, falsedad, documental, corrupción en las transacciones internacionales y contra la hacienda pública - todo todo ello relacionado  con Venezuela. En la sentencia dictada los tres primeros cargos han desaparecido y solo se les acusa por el último: delito contra la Hacienda Pública. La cuestión venezolana queda así anulada. Al producirse lo que se denomina un acuerdo de conformidad con la fiscalía en la sentencia queda absuelta la esposa de Alejo Morodo. Asimismo y ya anterior, la esposa de Raúl Morodo, hace ya más de tres años que había quedado fuera de la causa. Los condenados, el embajador y su hijo, son condenados a 10 y 18 meses de prisión, respectivamente pero que, en virtud, del del citado acuerdo de conformidad no se cumple, pero si si tienen que abonar las multas. Según la sentencia página 37, la multa que corresponde a Alejo Morodo será de 617.442 € + 226.380 € y a Raul Morodo  de 88.555 €. Se absuelve  a Ana Catarina Varandas  de los dos delitos contra la Hacienda Pública.